# Adenosma nelsonioides
Adenosma nelsonioides är en grobladsväxtart som först beskrevs av Friedrich Anton Wilhelm Miquel, och fick sitt nu gällande namn av H. Hallier och Cornelis Eliza Bertus Bremekamp. Adenosma nelsonioides ingår i släktet Adenosma och familjen grobladsväxter. Inga underarter finns listade i Catalogue of Life.